# Вермланд (лен)
Ве́рмланд (швед. Värmlands län) — лен на западе Швеции. Граничит с ленами Даларна, Вестра-Гёталанд и Эребру. Административный центр — город Карлстад.
Лен образован в 1779 году в результате разделения лена Нерке и Вермланд.
Границы лена в основном совпадают с границами исторической провинции Вермланд, однако небольшие части лена относятся к провинциям Даларна и Дальсланд, а провинция, в свою очередь, включает в себя коммуну Карлскуга и часть коммуны Дегерфорс лена Эребру.

## Административное деление
Лен состоит из 16 коммун:
- Арвика, центр — Арвика,
- Эда, центр — Шарлоттенберг,
- Филипстад, центр — Филипстад,
- Форсхага, центр — Форсхага,
- Грумс, центр — Грумс,
- Хагфорс, центр — Хагфорс,
- Хаммарё, центр — Скугхалл,
- Карлстад, центр — Карлстад,
- Чиль, центр — Чиль,
- Кристинехамн[швед.], центр — Кристинехамн,
- Мункфорс, центр — Мункфорс,
- Стурфорс, центр — Стурфорс,
- Сунне, центр — Сунне,
- Сефле, центр — Сефле,
- Турсбю, центр — Турсбю,
- Орьенг, центр — Орьенг.